# Битва при Сухаре
В битве при Суха́ре 9 августа 1811 года имперская французская дивизия из армии маршала Никола Сульта напала на испанскую дивизию из Мурсийской армии Мануэля Альберто Фрейре де Андраде-и-Армихо. Французская дивизия во главе с Никола Годино победила испанскую дивизию Джозефа О’Доннелла, нанеся ей большой урон. Сухар находится на трассе 323 в 13 км к северо-западу от Басы, Гранада, в Испании. Сражение произошло во время Пиренейских войн, являющихся частью наполеоновских войн.
Летом 1811 года испанские войска под командованием Фрейре и Хоакина Блейка угрожали французским завоеваниям на юге Испании. Маршал Сульт, который только что потерпел кровавое поражение в битве при Ла-Альбуэра в мае, в конце июня двинулся на юг. Оттеснив армию Блейка, Сульт с войском в 12 тыс. человек двинулся на восток для борьбы с Мурсийской армией. Поначалу армия Фрейре обладала некоторым преимуществом в своей кампании против достаточно слабого 4-го корпуса Жана Франсуа Леваля. В начале августа к Фрейре присоединились силы Блейка, которые были переправлены в регион Мурсии британской военно-морской эскадрой. Прибытие Сульта с подкреплением быстро изменило ситуацию. В то время как Сульт разбирался с основными силами Фрейре, дивизия Годино оттеснила одну испанскую армию, а затем стала угрожала заблокировать Фрейре путь к отступлению. После того, как Годино разбил дивизию О’Доннелла в Сухаре, Фрейре почти удалось уйти. Но французская кавалерия под командованием Пьер-Бенуа Сульта разбила его арьергарда в Лас-Вертьентесе, к востоку от Кульяра. После двойного поражения мурсийская армия бежала в горы.

## Предыстория
После разгрома 4 ноября 1810 года в битве при Басе Мурсийская армия некоторое время оставалась без движения. Её сдерживал французский 4-й корпус под командованием дивизионного генерала Ораса Франсуа Бастьена Себастьяни. В апреле 1811 года маршал Никола Сульт начал отводить войска из этого района, чтобы нанести удар по англо-португальской армии на западе. В это время дивизионный генерал Жан Франсуа Леваль принял командование серьёзно ослабленным 4-м корпусом.
1 июня 1811 года генерал Мануэль Альберто Фрейре командовал Армией Мурсии в 14 453 человек. Эта группа войск, также известная как 3-я армия, состояла из трёх пехотных и двух кавалерийских дивизий. Бригадный генерал А. Ла Куадра командовал 4015 военнослужащими в 1-й дивизии, бригадный генерал Хуан Креа руководил 4442 солдатами во 2-й дивизии, бригадный генерал Антонио Санс командовал 3220 пехотинцами в 3-й дивизии, бригадный генерал М. Ладрон руководил 1014 солдатами в 1-й кавалерийской дивизии, а бригадный генерал В. Осорио командовал 709 всадниками во 2-й кавалерийской дивизии. Кроме того, в армии было 786 артиллеристов и 267 саперов. Картахенский гарнизон из 2180 человек также попал под командование Фрейре.
Воспользовавшись слабостью французов, Фрейре двинулся на запад по дороге Лорка-Баса-Гранада с дивизиями Креа, Санса и кавалерией. Тем временем дивизия Ла Куадра отклонилась на север по дороге в Посо-Алькон. Наступление Фрейре было медленным и осторожным, что позволило Левалю отступить, не опасаясь преследования. Тем не менее, французский генерал покинул побережье Средиземного моря между Альмерией и Мотрилем и города Баса и Гуадикс. Войска под командованием Ла Куадра совершали набеги на северо-запад, доходя до Убеды. Агенты Фрейре активизировали деятельность местных партизан, включая группу во главе с графом Монтихо. Последние отрезали французские линии снабжения между Гранадой и Малагой. Имевший под командованием от 3 до 4 тыс. военнослужащих Леваль оказался в затруднительном положении. У него не было связи с польской дивизией в Малаге и с гарнизонами в Хаэне и Кордове. Чтобы всерьёз противостоять Фрейре, ему нужно было сконцентрировать свои войска, но Сульт запретил это делать.
Тем временем союзная армия Уильяма Бересфорда победила Сульта в битве при Ла-Альбуэра 16 мая 1811 года. Потери в бою были ужасными. Французские жертвы оцениваются в 7 тыс. человек убитыми, ранеными и захваченными в плен. Потери британцев составили 4156 человек, испанцев — 1359, а португальцев 389; в общей сложности союзники потеряли 5904 человека. Несмотря на победу, вторая осада Бадахоса закончилась тем, что 10 июня союзники сняли осаду и отступили к Элвашу в Португалии. Это было следствием появления второй французской армии маршала Огюста Мармона. Тем временем Хоакин Блейк взял 10 тыс. испанских солдат и двинулся на юг. Услышав о деятельности Фрейре и обеспокоившись колонной Блейка, Сульт ушёл 24 июня, оставив Мармона разбираться с союзниками. Сначала он направился в Ньеблу, где Блейк осаждал французский гарнизон. Испанский генерал быстро отошёл на юг, и 8 июля его войска были взяты на борт британской эскадры в Аямонте.
10 июля войско Блейка высадилось в Кадисе, и генерал немедленно потребовал от Верховной центральную и управляющей хунты королевства назначить его генерал-капитаном провинций Мурсия, Арагон и Валенсия. Когда его желание было исполнено, он отплыл в конце июля с 7 тыс. пехотинцами и 500 кавалеристами дивизий Хосе Паскуаля де Зайс-и-Чакона и Мануэля Лардисабаля. Высадившись 31 июля в Альмерии, Блейк направил свои войска на север к Басе. Это наращивание боевой мощи могло бы поставить уступающие испанцам по численности силы Леваля в крайне опасное положение. Однако Блейк и Зайс поспешили в Валенсию, где начали готовить город к битве с армией маршала Луи Габриэля Сюше, находящейся на северо-востоке.

## Битва

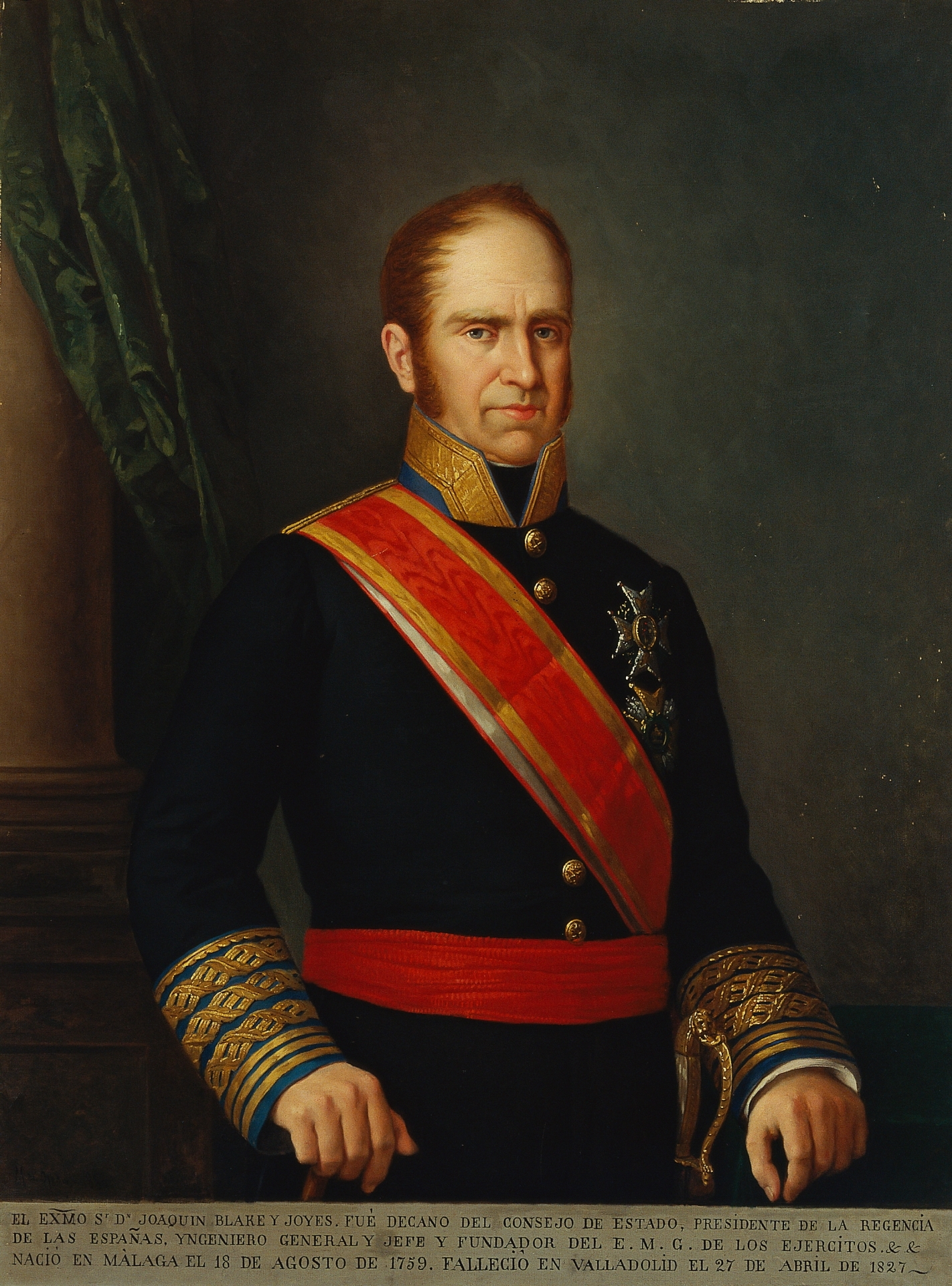
Хоакин Блейк

3 августа 1811 года войска Блейка присоединились к армии Фрейре около Басы, в результате чего у него оказалась армия в 15 тыс. пехотинцев и почти 2 тыс. кавалеристов. Из-за отсутствия Зайса исполняющим обязанности командира его дивизии стал Джозеф О’Доннелл. В Ла-Альбуэре подразделение Лардисабаля включало в себя два батальона пехотного линейного полка Murcia и по одному батальону из линейных пехотных полков Campo Mayor, Canarias и 2-го Leon. Дивизия Зайса состояла из 2-го и 4-го батальонов испанской гвардии, 4-го батальона валлонских гвардейцев, Legion Estranjera и линейных пехотных полков Ciudad Real, Irlanda, Patria и Toledo.
После того, как его заменил Блейк, Фрейре совершенно потерял какую-либо инициативу. Историк Чарльз Оман писал, что Леваль был «абсолютно во власти» Фрейре, начиная с 3 августа. И всё же единственное, что сделал испанский генерал, так это разместил свою армию за ущельем около Гора, в 19 км к западу от Баса. В конце июля Сульт приказал дивизионному генералу Никола Годино идти в Хаэн. Узнав, что к Фрейре пришло подкрепление, он покинул Севилью 3 августа, чтобы идти на помощь к Левалю. Сульт взял четыре кавалерийских полка под командованием дивизионного генерала Мари Виктора Латур-Мобура и части дивизии дивизионного генерала Николя Франсуа Конру. После марш-броска 7 августа французский маршал прибыл в Гранаду.
С 3 по 7 августа 1811 года Фрейре упустил свой шанс сокрушить Леваля. Сульт покинул Гранаду и 9 августа достиг ущелья около Гора с 6 тыс. пехотинцев и 1,5 тыс. кавалеристов. Позиции неприятеля были настолько сильны, что Сульт даже не пытался атаковать, а вместо этого периодически обстреливал испанские линии из артиллерии. Ранее Сульт приказал Годино идти от Хаэна к позициям Ла Куадра в Посо-Альконе. Годино покинул Баэсу 7-го числа, имея не менее 4 тыс. пехотинцев и 600 всадников. Узнав об этом, 8 августа Ла Куадра покинул Посо-Алькон и отступил на восток в направлении Уэскара. Услышав, что Годино идёт с северо-запада, Фрейре отправил 4 тыс. человек О’Доннелла в Сухар заблокировать дорогу и приказал Ла Куадра присоединиться к О’Доннеллу.
9 августа 1811 года дивизия Годино столкнулась в Сухаре с О’Доннелом. Дивизия французского генерала содержала четыре батальона 8-го линейного и по три батальона из 16-го лёгкого и 54-го линейного пехотных полков. Его войско насчитывало до 8 тыс. человек. В надежде получить от Ла Куадра подкрепление, О’Доннелл разместил свои войска за рекой Гуардаль на окраине города. Во второй половине дня Годино напал на испанские войска и разбил их. Подразделение О’Доннелла потеряло 423 убитых и раненых и 1 тыс. захваченных в плен или пропавших без вести.

## Итог

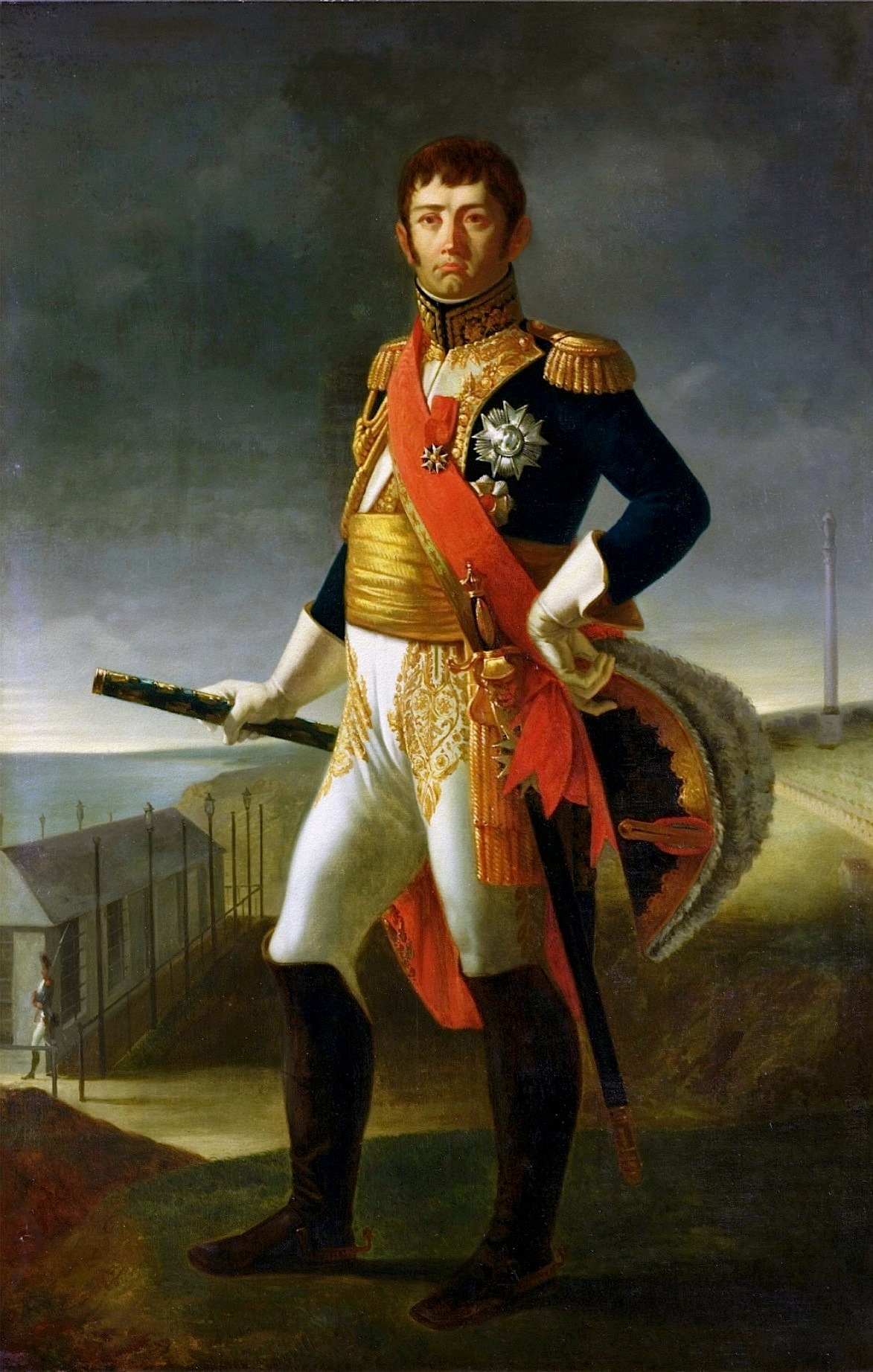
Маршал Никола Сульт

Годино было всего в 13 км от Басы. Владение этим городом отрезало бы путь отступления Фрейре, но французский генерал колебался. По слухам, с востока приближался Ла Куадра, а французские солдаты были измотаны походами и сражениями. Поэтому Годино остановил свои войска и послал разведчиков. Тем временем Фрейре услышал о разгроме О’Доннелла, вечером скрытно покинул ущелье возле Гора и ночью провёл всю свою армию через Басу. Днем 10 августа Сульт обнаружил, что ущелье у Гора пусто, и приказал Латур-Мобуру немедленно начать преследование.
Французская кавалерия догнала арьергард Фрейре в Лас-Вертентесе, в 16 км к востоку от Басы. Испанский генерал разместил дивизии Лоя и Осорио, чтобы защитить свою пехоту. Однако атака бригадного генерала Пьер-Бенуа Сульта разгромила испанскую конницу. Испанская пехота, потеряв кавалерию, покинула главную дорогу и направилась к горам. Креа, Лардисабаль и Ла Куадра отступили на север в направлении Каравака-де-ла-Крус, а Санс и О’Доннелл на юг в направлении Ории и Альбокса. Их бегство было настолько стремительным, что одна отступающая колонна преодолела 10-го числа 60 км.
По главной дороге маршал Сульт с 12 тыс. солдат достиг Велес-Рубио. Поскольку армия Фрейре была разделена на две части, город Мурсия в 113 км к востоку оказался совершенно незащищённым. Но вместо его захвата маршал решил подавить партизан. 14 августа две части испанской армии встретились в Алькантарилье, к западу от Мурсии, где к ним присоединился Блейк. Теперь армия насчитывала на 4 тыс. человек меньше, чем в начале кампании. 14-го Сульт повернул обратно на запад и разделил свою армию на несколько колонн. Одна колонна вновь оккупировала Альмерию, а другие начали выслеживать партизанские отряды. Французы безжалостно грабили деревни и без разбора расстреливали их жителей. Сульт также продемонстрировал резкость. Во время кампании французы захватили Чарльза Клери, офицера-эмигранта, сына слуги короля Франции Людовика XVI. Хотя он служил как в австрийской, так и в испанской армиях, Сульт подверг его военному суду и расстрелял.
Не всё у французов шло гладко. 21 августа группа графа Монтихо захватила под Мотрилем две роты поляков. Вскоре после этого его солдаты отразили атаку французской колонны в 1,5 тыс. человек. Следующим сражением в этом районе была Битва при Борносе 5 ноября 1811 года.